# Shohei Iwamoto
Shohei Iwamoto (em japonês:  岩元 勝平, Iwamoto Shōhei; Saitama, 23 de agosto de 1989) é um pentatleta japonês. 

## Carreira
Iwamoto representou seu país nos Jogos Olímpicos de Verão de 2016, terminando na 29ª colocação. Detém o recorde olímpico da etapa de hipismo.